# Шифропанк
Шифропа́нки (англ. cypherpunk) — неформальная группа людей, заинтересованных в сохранении анонимности и интересующихся криптографией. Первоначально шифропанки общались с помощью сети анонимных ремейлеров. Целью данной группы было достижение анонимности и безопасности посредством активного использования криптографии. Проекты, подобные GURPS Cyberpunk, придали вес идеям о том, что частные лица должны сами принимать меры по сохранению личного пространства. В период своего расцвета сеть шифропанков пестрила обсуждениями мер, принимаемых общественной политикой в отношении криптографии наряду с практическими разговорами на математические, вычислительные, технологические и криптографические темы как таковые.
Некоторое время существовал мейлинг лист кодерпанков, доступ к которому открывался только после приглашения. Кодерпанки фокусировались больше на технических аспектах, оставляя за бортом обсуждения политики.
Термин шифропа́нк впервые употребила Джуд Милхон (1939—2003), хакер, программист, глав. редактор журнала Mondo 2000) в качестве игры слов в адрес группы криптоанархистов. Cypher (редкоупотребляемая форма слова cipher) и punk и в то же время аллюзия на термин cyberpunk, который хотя и обозначает литературное направление, иногда неправильно использовался для обозначения компьютерных гиков. В ноябре 2006 года данный термин был предложен к включению в Оксфордский словарь английского языка. Шифропанками являлись некоторые значительные персоны компьютерной индустрии, такие как Ян Голдберг, Брэм Коэн.

## История
Расцвет листов анонимных ремейлеров пришелся на 1997 год. Почти все использующиеся ныне системы уходят корнями в то время. К ним можно причислить Pretty Good Privacy, /dev/random группы Linux kernel (с тех пор основной код несколько раз полностью перерабатывался) и сегодняшние группы анонимных ремейлеров.
Список рассылки шифрпанков изначально находился на toad.com, но после серии падений по причине перемодерации, список переехал на несколько смежных почтовых серверов в виде так называемого распределенного списка рассылки. Toad.com продолжил своё существование, используя прежний список подписчиков, но сообщения из распределенного списка перестали появляться на данном хостинге. По мере того, как данный список терял популярность, сокращалось и количество перекрестных узлов подписки. Начиная с 2007 года, единственным функционирующим узлом оставался al-qaeda.net. Таким образом, сейчас список имеет скачкообразный трафик.
На протяжении некоторого времени, список рассылки шифрпанков был популярным инструментом спамеров, которые подписывали своих «жертв» на рассылку. Это вынудило администраторов рассылки изобрести, чем ответить на систему подписки. Для данного листа рассылки две сотни сообщений в день были нормой, и основную их массу составляли личные споры, нападки, политические и технические обсуждения и первые спам-сообщения.
Описываемая система служила продвижению новых социальных идей, созданных на основе широко-известных криптографических стремлений к анонимности и частному общению. Примером может служить эссе Джимма Белла «Политика убийств», которое описывает неминуемые последствия существования анонимного капитала. Системы, основанные на чьей-либо репутации (и их слабые места) также являлись довольно популярной темой обсуждений, частично из-за того, что они проповедовали существование распространенной анархической альтернативы централизованным системам опознавания.

## Другое
Термин шифрпанк, шифрпанки или ш-панки также иногда употребляется в качестве имени пользователя или пароля на сайтах, требующих регистрации, особенно если пользователь намерен однократно обратиться к данному источнику или не хочет раскрывать информацию о себе. Подобный аккаунт остается активным и открытым для использования другими людьми. Начиная с 2007 года логин «cypherpunks01» с паролем «cypherpunks01» является одним из немногих примеров «аккаунта общего пользования» широко доступного всем желающим.
Подобное явление, однако, может зарождаться и естественным образом, не связанным с какими бы то ни было субкультурами. Так например, пара логин-пароль «qwerty: qwerty», используемая для доступа к ресурсам, требующим простой регистрации, сравнительно давно используется для получения разового доступа к этим ресурсам. Существует такое явление по двум причинам: феномен «наиболее частых паролей» и сознательное сохранение очередным пользователем общего доступа к аккаунту из альтруистичных побуждений или за ненадобностью присваивания последнего.
Известные шифропанки:
- Джон Гилмор: соучредитель Electronic Frontier Foundation[2]
- Эрик Хьюз[англ.] (англ. Eric Hughes): автор «Манифеста шифрпанка»[2][3]
- Филипп Циммерманн: создатель PGP[2]
- Тимоти Мэй: бывший ведущий научный сотрудник Intel; автор «Манифеста криптоанархизма»[2]
- Питер Уайнер[англ.][2]
- Джулиан Ассанж: основатель WikiLeaks, изобретатель отрицаемого шифрования (англ. Rubberhose), журналист, соавтор книги Underground (англ. Underground)
- Йон Каллас[англ.]: технический разработчик OpenPGP и Главный технический специалист PGP Corporation[4]
- Брэм Коэн: создатель BitTorrent[5]
- Хью Дениэл[англ.]: бывший менеджер проекта FreeS/WAN[англ.][6]
- Ян Голдберг[англ.]: доцент Университета Ватерлоо; разработчик протокола Off-the-Record Messaging[7]
- Шон Хастингс[англ.]: учредитель, президент HavenCo[англ.] и соавтор книги God Wants You Dead[8]
- Джуд Милхон[англ.]: одна из основателей шифропанка[9]
- Самир Парек[англ.]: бывший президент C2Net[англ.][10]
- Лен Сассаман[англ.]: поддерживал (умер в 2011) программное обеспечение Mixmaster anonymous remailer[англ.][11]
- Сатоси Накамото — создатель(и?) Bitcoin[12][13].